# Selecció de bàsquet del Canadà
La Selecció de bàsquet del Canadà és l'equip format per jugadors de canadencs que representen la Federació Canadenca de Bàsquetbol a les competicions internacionals organitzades per la Federació Internacional de Bàsquet (FIBA) i el Comitè Olímpic Internacional (COI): els Jocs Olímpics, el Campionat mundial de Bàsquet i la FIBA AmeriCup. Pertany a la zona FIBA Amèrica.
El 27 de juny de 2023 l'entrenador català Jordi Fernández Torres fou contractat com a entrenador de la selecció del Canadà, reemplaçant Nick Nurse.

## Classificacions

### Jocs Olímpics
- 1936 -  2
- 1948 - 9
- 1952 - 9
- 1956 - 9
- 1964 - 14
- 1976 - 4
- 1984 - 4
- 1988 - 6
- 2000 - 7

### Campionats mundials
- 1954 - 7
- 1959 - 12
- 1963 - 11
- 1970 - 10
- 1974 - 8
- 1978 - 6
- 1982 - 6
- 1986 - 8
- 1990 - 12
- 1994 - 7
- 1998 - 12
- 2002 - 13
- 2010 - 22
- 2019 - 21
- 2023 -  3

### Campionats americans
- 1980 -  2
- 1984 -  3
- 1988 -  3
- 1989 - 5
- 1992 - 5
- 1993 - 7
- 1995 - 4
- 1997 - 5
- 1999 -  2
- 2001 -  3
- 2003 - 4
- 2005 - 9
- 2007 - 5
- 2009 - 4
- 2011 - 6
- 2013 - 6
- 2015 -  3
- 2017 - 8
- 2022 - 4

### Jocs Panamericans
- 1959 - 5
- 1963 - 6
- 1967 - 9
- 1971 - 8
- 1975 - 6
- 1979 - 5
- 1983 - 4
- 1987 - 5
- 1991 - 9[a]
- 1999 - 5
- 2003 - 7
- 2007 - 7
- 2011 - 6
- 2015 -  2

1. ↑  Classificada en desena posició, finalment fou novena en ser Veneçuela relegada a la desena per dopatge.